# Anabarhynchus microphallus
Anabarhynchus microphallus är en tvåvingeart som beskrevs av Lyneborg 1992. Anabarhynchus microphallus ingår i släktet Anabarhynchus och familjen stilettflugor. Inga underarter finns listade i Catalogue of Life.